# Vérargues
Vérargues foi uma antiga comuna francesa na região administrativa de Occitânia, no departamento de Hérault. Estendeu-se por uma área de 5,51 km². Em 2010 a comuna tinha 709 habitantes (densidade: 128,7 hab./km²).
Em 1 de janeiro de 2019, passou a fazer parte da nova comuna de Entre-Vignes.